# Leander-Klasse (1959)
Die Leander-Klasse, auch als Typ 12I (Typ 12 Improved) bekannt, war eine Klasse von Mehrzweckfregatten der Royal Navy. Schiffe der Leander-Klasse wurden auch in viele weitere Staaten exportiert, wo sie teilweise heute noch Dienst tun. Mit über 50 gebauten Einheiten, davon 26 für die Royal Navy, ist sie die wohl erfolgreichste britische Fregattenklasse der Nachkriegszeit. Durch die britische TV-Serie Warship der BBC erlangte die Klasse eine außergewöhnliche Bekanntheit.

## Geschichte

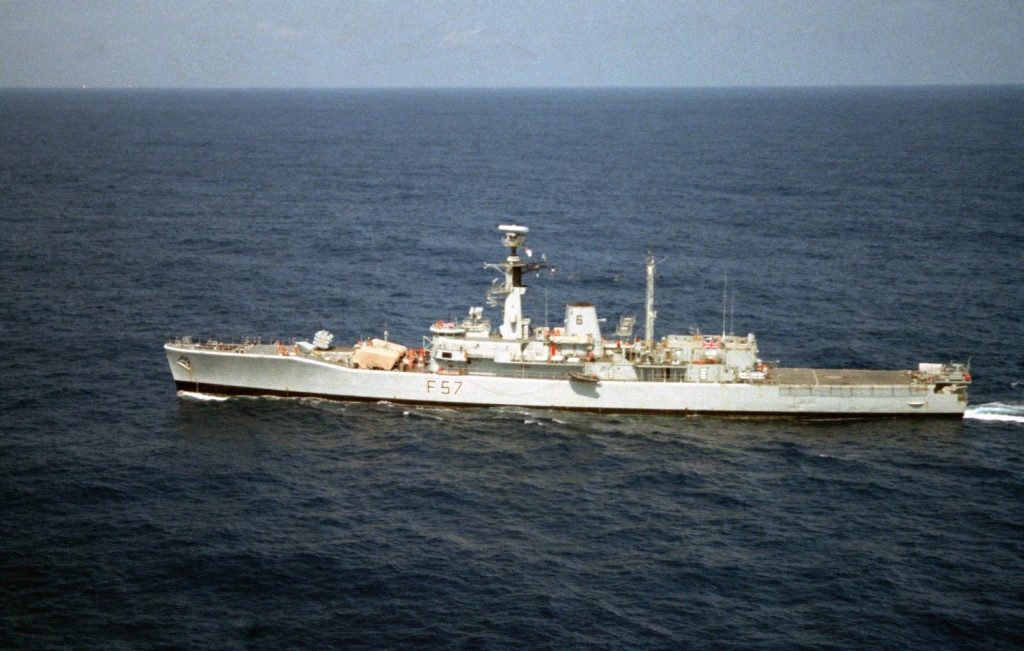
HMS Andromeda (Batch III)

Die Leander-Klasse ist die logische Weiterentwicklung der nur für U-Bootjagd ausgerüsteten Fregattenklassen Whitby (Typ 12) und Rothesay (Typ 12M). Die Leander-Klasse wurde zwischen 1959 und 1973 in drei Batches gebaut, die sich weitgehend unterscheiden. Allen gemeinsam ist jedoch die Länge von 113 Metern und die Antriebsanlage mit zwei ölgefeuerten Kesseln, die über zwei Dampfturbinen die beiden Propeller antreiben und die Schiffe auf bis zu 28 kn Geschwindigkeit bringen. Die Namensgebung der britischen Einheiten erfolgte konsequent nach Gestalten der römischen und griechischen Mythologie. Zu den Besonderheiten gehörten auch noch, dass dies die letzten Schiffe der Royal Navy waren, die zumindest teilweise noch auf den marineeigenen Werften in Portsmouth und Devonport gebaut wurden. Aus den Erfahrungen mit der Leander-Klasse resultierte der Entwurf der Amazon-Klasse.

### Dienst bei der Royal Navy
Bei der Royal Navy dienten die Schiffe hauptsächlich der U-Boot-Jagd, sehr häufig auch in Trägergruppen. Die Leanders nahmen auch an Einsätzen teil; so halfen sie, britische Staatsbürger aus Zypern zu evakuieren, und vier Einheiten wurden 1982 in den Falklandkrieg entsandt. Dabei wurde die HMS Argonaut von zwei Bomben getroffen, die aber nicht explodierten. Deshalb erlitt das Schiff keine irreparablen Schäden und konnte wieder instand gesetzt werden.
Zwischen 1989 und 1992 wurden alle Einheiten der Klasse ausgemustert, einerseits weil die Schiffe an das Ende ihrer Lebensdauer stießen, und andererseits, weil im Zuge des Endes des Kalten Krieges die Royal Navy massiv verkleinert wurde.

## Varianten

### Großbritannien

#### Batch I
Der Batch I umfasste acht Schiffe, die je 12,5 m breit waren und rund 2800 t verdrängten. Für die damalige Zeit noch etwas ungewöhnlich gehörte auf den Schiffen der Leander-Klasse bereits je ein Helikopter vom Typ Westland Wasp zur Ausrüstung. Die Bewaffnung der Schiffe bestand ursprünglich aus zwei 114-mm-Geschützen in einem Doppelturm, zwei Bofors-40-mm-FlaK, zwei Oerlikon-20-mm-Geschützen und einem Anti-U-Boot Mörser. Später wurden die FlaK durch modernere SeaCat-Luftabwehrraketensysteme ersetzt. Um der steigenden Bedrohung durch die sowjetische U-Bootflotte entgegnen zu können, wurden außerdem die 114-mm-Geschütze durch das australische U-Boot-Jagd-Raketensystem Ikara ersetzt.

#### Batch II
Die acht Schiffe des zweiten Batches sind denen des ersten Batches zu großen Teilen sehr ähnlich. Die wohl größte Änderung war eine leicht verbesserte Antriebsanlage. Anfang der 1970er Jahre wurden die Schiffe jedoch einer umfassenden Modernisierung unterzogen. Anstelle des Ikara-Systems des ersten Batchs wurden die 114-mm-Geschütze durch vier Antischiffsraketen vom Typ Exocet ersetzt. Außerdem wurden der Anti-U-Boot-Mörser durch zwei Torpedowerfer ersetzt und der Helikopterhangar grundlegend umgestaltet, um den wesentlich größeren Westland Lynx aufnehmen zu können.

#### Batch III
Der dritte Batch brachte große Änderungen zu den vorhergehenden. So wurden die Schiffe um 60 cm breiter und erhielten eine weiter verbesserte Antriebsanlage. Die ursprüngliche Bewaffnung bestand aus zwei 20-mm-Oerlikon-Geschützen, zwei 114-mm-Geschützen in einem Doppelturm, SeaCat-Luftabwehrraketen und einem Anti-U-Boot-Mörser. Fünf der zehn Schiffe wurden im Laufe ihrer Dienstzeit jedoch modernisiert. So wurde bis auf die beiden 20-mm-Geschütze die gesamte Bewaffnung entfernt und stattdessen Exocet-Antischiffsraketen, Sea Wolf-Luftabwehrraketen und ein drittes 20-mm-Geschütz installiert.

## Exporterfolge
Die Leander-Klasse konnte in eine Vielzahl von Staaten exportiert werden:
- Australien: River-Klasse 6 Einheiten
- Chile: Condell-Klasse 2 Einheiten
- Neuseeland: 4 Einheiten (2 ex-RN)
- Indien:
  - Nilgiri-Klasse 6 Einheiten
  - Godavari-Klasse 3 Einheiten
  - Brahmaputra-Klasse 3 Einheiten
- Niederlande: Van-Speijk-Klasse 6 Einheiten
- Indonesien: 6 Einheiten (ex-Niederlande)
- Ecuador: 4 (2 ex-RN, 2 ex-Chile)
- Pakistan: 2 (ex-RN)

### Australien
Für die australische Marine wurden zwischen 1959 und 1971 sechs als River-Klasse bezeichnete Fregatten in Lizenz gefertigt. Die ersten vier Einheiten entsprechen der britischen Typ-12-Whitby-Klasse, lediglich für die beiden letzten Schiffe wurde das Leander-Design übernommen.

### Chile
Chile erhielt Anfang der 1970er Jahre zwei in Großbritannien gebaute Schiffe, die als Condell-Klasse bezeichnet wurde. Die beiden Schiffe standen bis 2007 respektive 2008 in Dienst, als der chilenischen Marine drei modernere Schiffe der Duke-Klasse zuliefen. Die beiden Einheiten der Condell-Klasse wurden daraufhin an Ecuador verkauft, wo sie zwei um einige Jahre ältere Anfang der 1990er Jahre von der Royal Navy gebraucht gekaufte Schiffe der Leander-Klasse ersetzen.

### Neuseeland
Neuseeland erhielt in den 1970er Jahren zwei in England gebaute Schiffe. Später wurden noch zwei gebrauchte Einheiten der Royal Navy übernommen. Inzwischen wurden alle vier Einheiten ausgemustert und als Wracks für Taucher versenkt.

### Niederlande
Die Niederlande bauten in den 1960er Jahren sechs Schiffe nach einem leicht abgewandelten Design in Lizenz, die als Van-Speijk-Klasse bezeichnet wurden. In den 1970er Jahren wurden die Schiffe einer Modernisierung unterzogen, und zwischen 1986 und 1989 wurden die Schiffe an Indonesien verkauft, wo sie bis heute Dienst tun.

### Indien
Nach Großbritannien wurden in Indien die meisten Schiffe dieser Klasse gebaut; insgesamt waren dies zwölf Schiffe in drei Unterklassen.
Die in den 1970er Jahren gebaute Nilgiri-Klasse entsprach noch weitgehend dem Batch I der in Großbritannien gebauten Schiffe. Mit der Godavari-Klasse wurden in den 1980er Jahren vor allem Lenkwaffensysteme aus Israel und Russland verbaut. Die Brahmaputra-Klasse erhielt zu Beginn der 2000er Jahre neue moderne Waffensysteme und Elektronik.
Ein weiteres Schiff der Leander-Klasse, das bei der Royal Navy ausgemustert wurde, dient seit Mitte der 1990er Jahre als Trainingsschiff.

### Pakistan
Pakistan erhielt Ende der 1990er Jahre zwei gebrauchte Leander-Schiffe der Royal Navy, die bis heute in Dienst stehen.

## Schiffsliste
In dieser Liste sind die Schiffe nur einmal aufgeführt, das heißt nur die Neubauten des jeweiligen Staates.

### Australien
River-Klasse
| Name            | Schiffskennung | Werft                             | Stapellauf         | Indienststellung | Verbleib                      |
| --------------- | -------------- | --------------------------------- | ------------------ | ---------------- | ----------------------------- |
| HMAS Parramatta | DE 46          | Cockatoo Island Shipyard, Sydney  | 31. Januar 1959    | 4. Juli 1961     | Abgebrochen                   |
| HMAS Yarra      | DE 45          | Williamstown Navy Yard, Melbourne | 30. September 1958 | 27. Juli 1961    | Abgebrochen                   |
| HMAS Stuart     | DE 48          | Cockatoo Island                   | 8. April 1961      | 28. June 1963    | Abgebrochen                   |
| HMAS Derwent    | DE 49          | Williamstown Navy Yard            | 17. April 1961     | 30. April 1964   | Als künstliches Riff versenkt |
| HMAS Swan       | DE 50          | Williamstown Navy Yard            | 16. Dezember 1967  | 20. Januar 1970  | Als künstliches Riff versenkt |
| HMAS Torrens    | DE 53          | Cockatoo Island                   | 28. September 1968 | 19. Januar 1971  | Als Zielschiff versenkt       |

### Chile
Condell-Klass
| Name              | Schiffskennung | Werft               | Kiellegung    | Stapellauf       | Indienststellung  | Außerdienststellung | Verbleib                                         |
| ----------------- | -------------- | ------------------- | ------------- | ---------------- | ----------------- | ------------------- | ------------------------------------------------ |
| Almirante Condell | PFG-06         | Yarrow Shipbuilders | Juni 1971     | 12. Juni 1972    | 21. Dezember 1973 | 11. Dezember 2007   | März 2008 an Ecuador als BAE Eloy Alfaro (FM 01) |
| Almirante Lynch   | PFG-07         | Yarrow Shipbuilders | Dezember 1971 | 2. Dezember 1971 | 25. Mai 1974      | 4. Juli 2007        | März 2008 an Ecuador                             |

### Großbritannien
| Kennung | Name        | Bauwerft                                            | Kiellegung | Stapellauf | In Dienst gestellt | Verbleib                                                                      |
| Batch I | Batch I     | Batch I                                             | Batch I    | Batch I    | Batch I            | Batch I                                                                       |
| ------- | ----------- | --------------------------------------------------- | ---------- | ---------- | ------------------ | ----------------------------------------------------------------------------- |
| F109    | Leander     | Harland & Wolff, Belfast                            | 10.04.1959 | 28.06.1961 | 27.03.1963         | 1989 als Zielschiff versenkt                                                  |
| F114    | Ajax        | Cammell Laird, Birkenhead                           | 12.10.1959 | 16.08.1962 | 10.12.1963         | Verschrottet 1988                                                             |
| F10     | Aurora      | John Brown & Company, Clydebank                     | 01.06.1961 | 28.11.1962 | 09.04.1964         | Verschrottet 1990                                                             |
| F15     | Euryalus    | Scotts Shipbuilding & Engineering Company, Greenock | 02.11.1961 | 06.06.1963 | 16.09.1964         | Verschrottet 1990                                                             |
| F104    | Dido        | Yarrow Shipbuilders                                 | 02.12.1961 | 22.12.1962 | 27.03.1963         | 1983 als HMNZS Southland nach Neuseeland, 1995 als künstliches Riff versenkt  |
| F18     | Galatea     | Swan Hunter, Wallsend                               | 29.12.1961 | 23.05.1963 | 25.04.1964         | 1988 als Zielschiff versenkt                                                  |
| F38     | Arethusa    | J. Samuel White, Cowes                              | 07.09.1962 | 05.11.1963 | 24.11.1965         | 1991 als Zielschiff versenkt                                                  |
| F39     | Naiad       | Yarrow Shipbuilders                                 | 30.10.1962 | 04.11.1963 | 15.03.1965         | 1990 als Zielschiff versenkt                                                  |
| Batch 2 |             |                                                     |            |            |                    |                                                                               |
| F28     | Cleopatra   | HM Dockyard Devonport                               | 19.06.1963 | 25.03.1964 | 04.01.1966         | Zum Verschrotten 1991 verkauft                                                |
| F40     | Sirius      | HM Dockyard Portsmouth                              | 09.08.1963 | 22.09.1964 | 15.06.1966         | 1998 als Zielschiff versenkt                                                  |
| F42     | Phoebe      | Alexander Stephen & Sons, Linthouse                 | 03.06.1963 | 08.07.1964 | 15.04.1966         | Zum Verschrotten 1992 verkauft                                                |
| F45     | Minerva     | Vickers Armstrongs, Walker                          | 25.07.1963 | 19.12.1964 | 14.05.1966         | Zum Verschrotten 1993 verkauft                                                |
| F47     | Danae       | HM Dockyard, Devonport                              | 16.12.1964 | 24.11.1965 | 07.09.1967         | 1990 an Ecuador als Morán Valverde                                            |
| F52     | Juno        | John I. Thornycroft & Company, Woolston             | 16.07.1964 | 24.11.1965 | 18.07.1967         | Zum Verschrotten 1994 verkauft                                                |
| F56     | Argonaut    | Hawthorn Leslie, Hebburn                            | 27.11.1964 | 08.02.1966 | 17.08.1967         | Zum Verschrotten 1995 verkauft                                                |
| F127    | Penelope    | Vickers Armstrongs                                  | 14.03.1961 | 17.08.1962 | 31.10.1963         | 1991 an Ecuador als Presidente Eloy Alfaro                                    |
| Batch 3 |             |                                                     |            |            |                    |                                                                               |
| F12     | Achilles *  | Yarrow Shipbuilders                                 | 01.12.1967 | 21.11.1968 | 09.07.1970         | 1990 an Chile als Ministro Zenteno, 2006 verkauft                             |
| F16     | Diomede *   | Yarrow Shipbuilders                                 | 30.01.1968 | 15.03.1969 | 02.04.1971         | 1988 an Pakistan als Shamsher (F 263)                                         |
| F57     | Andromeda   | HM Dockyard, Portsmouth                             | 25.05.1966 | 24.05.1967 | 02.12.1968         | 1995 an Indien als Krishna                                                    |
| F58     | Hermione    | Alexander Stephen & Sons                            | 06.12.1965 | 26.04.1967 | 11.07.1969         | Zum Verschrotten 1997 verkauft                                                |
| F60     | Jupiter     | Yarrow Shipbuilders                                 | 03.10.1966 | 29.02.1968 | 09.08.1969         | Zum Verschrotten 1997 verkauft                                                |
| F69     | Bacchante * | Vickers Armstrongs                                  | 27.10.1966 | 29.02.1968 | 17.10.1969         | 1982 als HMNZS Wellington nach Neuseeland, 2005 als künstliches Riff versenkt |
| F70     | Apollo *    | Yarrow Shipbuilders                                 | 01.05.1969 | 15.10.1970 | 28.05.1972         | 1988 an Pakistan als Zulfiquar (F 262)                                        |
| F71     | Scylla *    | HM Dockyard, Portsmouth                             | 17.05.1967 | 08.08.1968 | 12.02.1970         | 2004 als künstliches Riff versenkt                                            |
| F72     | Ariadne *   | Yarrow Shipbuilders                                 | 01.11.1969 | 10.09.1971 | 10.02.1973         | 1992 an Chile als General Baquedano, 2004 als Zielschiff versenkt             |
| F75     | Charybdis   | Harland & Wolff                                     | 27.01.1967 | 28.02.1968 | 02.06.1969         | 1993 als Zielschiff versenkt                                                  |

* = nicht modernisiert

### Indien
Nilgiri-Klasse
| Name            | Schiffskennung | Werft                | Indienststellung  | Außerdienststellung | Verbleib |
| --------------- | -------------- | -------------------- | ----------------- | ------------------- | --- |
| INS Nilgiri     | F33            | Mazagon Dock Limited | 23. Juni 1972     | 1996                | Als Zielschiff versenkt |
| INS Himgiri     | F34            | Mazagon Dock Limited | 23. November 1974 | 6. May 2005         | |
| INS Udaygiri    | F35            | Mazagon Dock Limited | 18. Februar 1976  | 24. August 2007     | |
| INS Dunagiri    | F36            | Mazagon Dock Limited | 5. Mai 1977       | 20. Oktober 2010    | |
| INS Taragiri    | F41            | Mazagon Dock Limited | 16. Mai 1980      | 27. Juni 2013       | |
| INS Vindhyagiri | F42            | Mazagon Dock Limited | 8. Juli 1981      | 10. Juni 2012       | Am 31. Januar 2011 nach einer Kollision mit dem Containerschiff Nordlake und anschließendem Brand in der Marinebasis Mumbai gesunken und irreparabel beschädigt. Wurde gehoben und soll als Zielschiff versenkt werden. |

Godavari-Klasse
| Name         | Schiffskennung | Werft                | Indienststellung  | Verbleib |
| ------------ | -------------- | -------------------- | ----------------- | -------- |
| INS Godavari | F20            | Mazagon Dock Limited | 10. Dezember 1983 | Aktiv    |
| INS Ganga    | F22            | Mazagon Dock Limited | 30. Dezember 1985 | Aktiv    |
| INS Gomati   | F21            | Mazagon Dock Limited | 16. April 1988    | Aktiv    |

Brahmaputra-Klasse
| Name            | Schiffskennung | Werft                                   | Indienststellung | Verbleib |
| --------------- | -------------- | --------------------------------------- | ---------------- | -------- |
| INS Brahmaputra | F31            | Garden Reach Shipbuilders and Engineers | 14. April 2000   | Aktiv    |
| INS Betwa       | F39            | Garden Reach Shipbuilders and Engineers | 7. Juli 2004     | Aktiv    |
| INS Bea         | F37            | Garden Reach Shipbuilders and Engineers | 11. Juli 2005    | Aktiv    |

### Neuseeland
Leander-Klasse
| Name             | Schiffskennung | Werft               | Kiellegung    | Indienststellung | Außerdienststellung | Verbleib                                        |
| ---------------- | -------------- | ------------------- | ------------- | ---------------- | ------------------- | ----------------------------------------------- |
| HMNZS Waikato    | F 55           | Harland and Wolff   | Januar 1964   | September 1966   | 1998                | 18. Dezember 2000 versenkt als künstliches Riff |
| HMNZS Canterbury | F 421          | Yarrow Shipbuilders | 12. Juni 1969 | 22. Oktober 1971 | 21. März 2005       | 3. November 2007 versenkt als künstliches Riff  |

### Niederlande
Van-Speijk-Klasse
| Name         | Schiffskennung | Werft              | Indienststellung | Verbleib                                                           |
| ------------ | -------------- | ------------------ | ---------------- | ------------------------------------------------------------------ |
| Van Speijk   | F802           | Amsterdam dockyard | 1967             | verkauft nach Indonesien als Slamet Riadi (352), 1986              |
| Van Galen    | F803           | Royal Schelde      | 1967             | verkauft nach Indonesien als Yos Sudarso (353), 1987               |
| Tjerk Hiddes | F804           | Amsterdam dockyard | 1967             | verkauft nach Indonesien als Ahmad Yani (351), 1986                |
| Van Nes      | F805           | Royal Schelde      | 1967             | verkauft nach Indonesien als Oswald Siahaan (354), 1986            |
| Isaac Sweers | F814           | Amsterdam dockyard | 1967             | verkauft nach Indonesien als Karel Satsuitubun (356)               |
| Eversten     | F815           | Royal Schelde      | 1967             | verkauft nach Indonesien als Abdul Halim Perdanakusuma (355), 1989 |

## Trivia
- Von 1973 bis 1977 wurde auf insgesamt sieben Einheiten der Klasse die britische Fernsehserie Warship gedreht, die der Werbung für die Royal Navy diente.
- In den 1970er Jahren produzierte die Firma Airfix einen Plastik-Modellbausatz der Leander-Klasse.